# اچ‌ام‌اس بلوبل (۱۹۱۵)
اچ‌ام‌اس بلوبل (۱۹۱۵) (به انگلیسی: HMS Bluebell (1915)) یک کشتی بود که طول آن ۲۵۰ فوت (۷۶ متر) بود. این کشتی در سال ۱۹۱۵ ساخته شد.